# Fantasia : Le Pouvoir du son
Fantasia : Le Pouvoir du son (Fantasia: Music Evolved) est un jeu de rythme sorti 2014 sur Xbox 360 et Xbox One reprenant l'univers de Fantasia (1940) de Disney. Il a été développé par Harmonix Music Systems.

## Développement
Le 4 juin 2013, Harmonix et Disney Interactive annonce pour 2014 Fantasia: Music Evolved, un Guitar Hero/Rock Band inspiré par Fantasia (1940) durant l'E3 2013. Le 12 août 2013, Disney annonce qu'Inon Zur est le compositeur et producteur musical du jeu.
Le 15 avril 2014, Disney et Harmonix dévoilent de nouvelles chansons en plus des 30 connues. Le 19 août 2014, Disney Interactive et Harmonix annoncent la disponibilité à la précommande de Fantasia: Music Evolved à compter du 20 octobre 2014.

## Liste de lecture
- Bohemian Rhapsody de Queen
- Une petite musique de nuit de Wolfgang Amadeus Mozart
- Feel Good Inc. de Gorillaz
- Forget You de Cee Lo Green
- Les Quatre Saisons, « L'inverno », Allegro non molto d'Antonio Vivaldi
- In Your Eyes de Peter Gabriel
- Levels d'Avicii
- Locked Out of Heaven de Bruno Mars
- Une nuit sur le mont Chauve de Modeste Moussorgski
- Rocket Man d'Elton John
- Royals de Lorde
- Settle Down de Kimbra
- Seven Nation Army de The White Stripes
- Some Nights de Fun
- Super Bass de Nicki Minaj
- Symphonie du Nouveau Monde d'Antonín Dvořák
- Ziggy Stardust de David Bowie

## Accueil
- Canard PC : 4/10[5]
- Destructoid : 8/10[6]
- Game Informer : 8,25/10[7]
- Gamekult : 6/10[8]
- GameSpot : 8/10[9]
- IGN : 8,6/10[10]
- Jeuxvideo.com : 17/20[11]
- Joystiq : 4/5[12]
- Polygon : 7/10[13]